# D/S Prinds Gustav
D/S Prinds Gustav var det tredje statligt ägda ångfartyget i Norge. Hon levererades från London i Storbritannien till Norges postverk i Trondheim januari 1838. 
Prinds Gustav sattes in i post- och passagerartrafik mellan Trondheim och Tromsø och Hammerfest i Nordnorge. Premiärturen gick den 5 mars 1838 från Trondheim. Hon seglade var tredje vecka, men eftersom hon var en hjulångare endast under säsongen mars – september. Turen Trondheim – Tromsø tog omkring fem dagar och sträckan vidare till Hammerfest tre dagar.